# A Song for You
För flera, se A Song for You (olika betydelser).
"A Song for You" är en sång från 1970 skriven och ursprungligen framförd av rocksångaren och låtskrivaren Leon Russell.
Senare under 1970-talet spelades coverversioner på sången in av gruppen The Carpenters. Den version som The Carpenters framförde släpptes inte på singelskiva, men namngav ändå deras album A Song for You från 1972.
För Donny Hathaway, som spelade in sången 1971, har den blivit något av en signaturmelodi. Andra som framförde den var The Temptations, som hade med den på sitt album A Song for You från 1975.
Lill Lindfors spelade in låten med svensk text av Lars Nordlander – "En sång till dej" – på albumet Kom igen! 1973.